# Тисмиевые
Тисмиевые (лат. Thismiaceae) — семейство цветковых растений порядка Диоскореецветные (Dioscoreales).

## Ботаническое описание
Микогетеротрофные бесхлорофильные травянистые растения. Стебли неразветвленные; листья очерёдные, простые, сидячие, редуцированы до чешуй.
Цветки актиноморфные или зигоморфные, разной окраски. Завязь нижняя, одногнёздная. Семена многочисленные, пылевидные.

## Таксономия
Thismiaceae J.Agardh, Theor. Syst. Pl. Fam. Phan.: 99 (1858), nom. cons.
Может рассматриваться в ранге трибы Thismieae Miers (1853) в составе семейства Бурманниевые (Burmanniaceae).

### Роды
Семейство включает 5 родов:
- Afrothismia Schltr.
- Haplothismia Airy Shaw — Гаплотисмия
- Oxygyne Schltr. — Оксигина
- Thismia Griff. typus — Тисмия
- Tiputinia P.E.Berry & C.L.Woodw.